# Режим роботи гірничого підприємства
Режим роботи гірничого підприємства – встановлені порядок і тривалість виробничої діяльності у певному календарному періоді (доба, тиждень, місяць, рік), що враховує технологію виробництва, регламентує час виробничої роботи та час перерв, змінність роботи, тривалість змін. Розрізнюють перервний і безперервний Р.р.г.п. Найпоширеніші для гірн. підприємств перервні режими роботи: - з трьома 7-годинними змінами на добу, двома загальними вихідними днями - п’ятиденний робочий тиждень; - з трьома 7-годинними змінами на добу, одним загальним і одним змінним вихідним днем. Безперервний режим роботи, як правило, здійснюється на повністю автоматиз. виробництві або на процесах, які необхідно підтримувати цілодобово.
Наприклад, безперервний добовий режим роботи застосовується на рудниках на таких процесах, як провітрювання, водовідлив, обслуговування енергетичних агрегатів, на нафто- і газопромислах. Переважний режим роботи вугільних шахт і підземних дільниць чотиризмінний. На дільницях, небезпечних за раптовими викидами вугілля і газу, роботи по видобутку ведуться звичайно протягом двох змін, дві інші зміни використовуються для проведення необхідних заходів щодо забезпечення безпечних умов роботи. Вугільні розрізи працюють, як правило, в тризмінному режимі роботи – протягом двох змін по видобутку вугілля і розкривних роботах, а третя зміна використовується для техн. обслуговування гірничого господарства і ремонту обладнання. Різноманіття виробничих і природно-кліматичних умов обумовлює необхідність застосування різних графіків змінності роботи на бурових і нафтогазодобувних підприємствах. 
Режим роботи кар’єру – установлені порядок і тривалість виробничої діяльності кар’єру, що визначають число робочих змін на добу, тривалість зміни і робочого тижня, регламентовані простої та загальний термін роботи підприємства протягом календарного періоду.